# Bohdan Wroński
Bohdan Walerian Michał Wroński (ur. 24 września 1908 w Krakowie, zm. 5 września 1985 w Londynie) – komandor Marynarki Wojennej, uczestnik II wojny światowej, w latach 1940–45 zastępca dowódcy albo dowódca kolejno trzech okrętów Marynarki Wojennej, w 1946 pierwszy zastępca komendanta Obozu Szkoleniowego ORP „Bałtyk”. Długoletni dyrektor oraz wiceprezes zarządu Instytutu Polskiego i Muzeum im. gen. Sikorskiego w Londynie, minister spraw wojskowych w rządzie emigracyjnym Kazimierza Sabbata.

## Młodość
Bohdan Wroński naukę rozpoczął w 1915 w polskiej szkole powszechnej w Miechowie, a następnie kontynuował w gimnazjum matematyczno-przyrodniczym w Kraśniku, gdzie w 1926 zdał egzamin dojrzałości. W latach 1926–27 studiował matematykę na Uniwersytecie Warszawskim. W 1927 zdał egzamin konkursowy do Oficerskiej Szkoły Marynarki Wojennej w Toruniu (później przemianowanej na Szkołę Podchorążych Marynarki Wojennej), którą w 1930 ukończył jako prymus, otrzymując w nagrodę „Złotą szablę prymusa SPMW”.

## Służba w okresie międzywojennym
Po ukończeniu SPMW skierowany został na roczny kurs aplikacyjny dla podporuczników MW w celu doskonalenia umiejętności praktycznych oraz przygotowania do samodzielnego pełnienia obowiązków oficera na okrętach floty. W ramach kursu był przez 4 miesiące dowódcą plutonu w Kadrze Szeregowych Floty w Świeciu nad Wisłą, a kolejne 7 miesięcy spędził na pokładzie ORP „Bałtyk”. Dwa następne przeszkolenia odbył we Francji – pierwsze w Morskiej Szkole Aplikacyjnej dla Podchorążych, a drugie w Szkole Aplikacyjnej Artylerii Morskiej.

Po powrocie z Francji z wzorową opinią pełnił służbę na stanowisku oficera flagowego dowódcy Floty komandora Józefa Unruga. Następnie został dowódcą kompanii w batalionie szkolnym Kadry Szeregowych Floty rozpoczął w 1934 specjalizację w artylerii morskiej. W jej trakcie od lutego do grudnia 1934 pełnił służbę w Dywizjonie Szkolnym Floty i równolegle ukończył drugi Kurs Oficerów Artylerii Morskiej w celu przygotowania do pełnienia obowiązków oficera artylerii na okrętach, w sztabach i służbach oraz wykładowcy w szkołach Marynarki Wojennej.
Po ukończeniu kursu przez 2 miesiące pełnił służbę na ORP „Wicher” jako II oficer artylerii. W 1935 ponownie przez 3 miesiące był dowódcą II kompanii batalionu szkolnego w Kadrze Szeregowych Floty w Gdyni, a przez następne 3 miesiące – kierownikiem zaprawy morskiej Dywizjonu Szkolnego Floty. W sierpniu powrócił do Dywizjonu Kontrtorpedowców na stanowisko drugiego, a od września 1936 pierwszego oficera artylerii ORP „Wicher”.
W marcu 1938 został wyznaczony na stanowisko kierownika Referatu Broni w Szefostwie Artylerii Służby Uzbrojenia Kierownictwa Marynarki Wojennej (KMW) w Warszawie, które zajmował do czasu ewakuacji do Pińska. W tym okresie jako przedstawiciel KMW wyjeżdżał w sprawie zakupu dział do Szwecji, Holandii, Francji i Wielkiej Brytanii.

## Służba podczas II wojny światowej
Po wybuchu II wojny światowej został 5 września ewakuowany wraz ze sztabem KMW do Pińska, a następnie do Brodów i Klewania. Internowany przez sowiecką milicję we wsi Deraźne uciekł i poprzez Łuck, Lwów, Stanisławów i Budapeszt przedostał się do Francji, gdzie 2 grudnia zameldował się w Paryżu kontradmirałowi Jerzemu Świrskiemu. Po krótkim pobycie we Francji skierowany został do Wielkiej Brytanii, gdzie 15 grudnia zaliczony został do rezerwowej grupy oficerów na ORP „Gdynia”, a następnie po odbyciu 3-tygodniowego stażu na brytyjskim niszczycielu HMS „Witch” był kierownikiem Grupy Artylerzystów w Szkole Specjalistów Morskich.
Od 17 lutego 1940 przez 16 miesięcy pełnił służbę na niszczycielu ORP „Błyskawica” najpierw na stanowisku I oficera artylerii, a następnie zastępcy dowódcy okrętu. W trakcie służby na tym niszczycielu uczestniczył w kampanii norweskiej oraz w operacji pod Dunkierką. Za udział w bitwie o Narwik w maju 1940 odznaczony został Orderem Wojennym Virtuti Militari. Po rocznym (od czerwca 1941) pełnieniu obowiązków kierownika Samodzielnego Referatu Organizacyjno-Wyszkoleniowego KMW w Londynie powrócił w lipcu 1942 na „Błyskawicę” jako zastępca dowódcy okrętu.
Na tym stanowisku uczestniczył w eskortowaniu konwojów na Morzu Irlandzkim i północnym Atlantyku. Po tym stażu na ORP „Błyskawica” został w październiku dowódcą niszczyciela ORP „Ślązak”. Dowodzony przez niego do lutego 1943 okręt wyróżnił się dużą liczbą wyłowionych z morza lotników brytyjskich, zestrzelonych nad kanałem La Manche i Kanałem Bristolskim.
W lutym 1943 kpt. Wroński zaliczył w Liverpoolu kurs taktyczny dla dowódców niszczycieli w zakresie zwalczania okrętów podwodnych, a w marcu – w bazie marynarki w Dunoon w Szkocji – kurs wykorzystania sonaru do poszukiwania okrętów podwodnych.
 W kwietniu powrócił do Londynu na stanowisko kierownika Referatu Oświatowego KMW, jednocześnie pełniąc czasowo obowiązki kierownika Referatu Organizacyjno-Wyszkoleniowego. Latem 1944 ukończył kurs wychowawczo-oświatowy, po czym we wrześniu zdał swe dotychczasowe obowiązki w KMW i ponownie – na przeszło 7 miesięcy – objął stanowisko dowódcy niszczyciela ORP "Ślązak". W kwietniu 1945 został mianowany zastępcą dowódcy krążownika ORP „Conrad”, na którym uczestniczył w triumfalnym wejściu polskiego okrętu do niemieckiej bazy morskiej w Wilhelmshaven.

## Działalność powojenna
Latem 1945 przeszedł przeszkolenie na kursie radarowym w Portsmouth i ratunkowym w Londynie. W sierpniu objął stanowisko wykładowcy Szkoły Podchorążych Marynarki Wojennej, a w styczniu 1946 wyznaczony został na pierwszego zastępcę komendanta Obozu Ćwiczebnego ORP „Bałtyk” w Okehampton i pozostał na tym stanowisku do końca marca. W kwietniu wstąpił do Polskiego Korpusu Przysposobienia i Rozmieszczenia, obejmując w nim (od stycznia 1947 stanowisko kierownika Biura Historycznego Marynarki Wojennej, które zajmował do 1949. W tym okresie – w ramach komisji historycznej przy Sztabie Głównym Polskich Sił Zbrojnych w Londynie – opracował wraz z kmdr. ppor. Wacławem Tymem opis przebiegu działań na Bałtyku i Wybrzeżu w 1939. W 1948 prezydent RP na uchodźstwie August Zaleski powołał go do Kapituły Orderu Wojennego Virtuti Militari.
Po rozwiązaniu Biura od 1949 jako przedstawiciel Marynarki Wojennej pracował w Instytucie Historycznym im. gen. Sikorskiego nad dziejami PSZ na Zachodzie. Od 1967 do 1972 był dyrektorem Instytutu Polskiego i Muzeum im. gen. Sikorskiego w Londynie, a następnie do 1976 wiceprezesem zarządu Instytutu. W tym czasie całkowicie poświęcił się pracom nad historią II wojny światowej. Był aktywnym członkiem Polskiego Towarzystwa Naukowego na Obczyźnie, był prezesem Polskiego Towarzystwa Historycznego w Wielkiej Brytanii w latach 1983-1985.
8 września 1950 został powołany przez prezydenta RP na uchodźstwie Augusta Zaleskiego na stanowisko sędziego Sądu Obywatelskiego w Londynie. 17 stycznia 1984 roku prezydent RP Edward Bernard Raczyński mianował go ministrem spraw wojskowych w rządzie Kazimierza Sabbata. 1 marca 1985 roku prezydent RP przychylił się do jego prośby i zwolnił z urzędu ministra.

## Dorobek publicystyczny i naukowy
Działalność publicystyczną rozpoczął już w latach 1935-39 jako autor cyklu artykułów w „Przeglądzie Morskim” związanych ze specjalnością oficera artylerii morskiej. Po wojnie publicystykę łączył z redagowaniem pism Samopomocy Marynarki Wojennej a następnie Stowarzyszenia Marynarki Wojennej. Był także dyrektorem Katolickiego Ośrodka Wydawniczego „Veritas” oraz redaktorem londyńskiej „Gazety Niedzielnej”. W latach 1965–1971 wchodził w skład Rady Redakcyjnej Tek Historycznych, po śmierci Mariana Kukiela był redaktorem tego pisma.
W 1975 w Paryżu wydał książkę „Poza krajem – za Ojczyznę”, a w 1981 w Londynie ukazała się kolejna „Wspomnienia płyną jak okręty”. Przez wiele lat londyńska „Bellona” drukowała jego artykuły naukowe. Największe znaczenie historyczne mają prace wydane w ramach monumentalnego dzieła „Polskie Siły Zbrojne w II wojnie światowej”.

## Życie prywatne i społeczne
Żona Irena urodziła mu przed wojną dwóch synów, z którymi przeżyła gehennę okupacji. Po wojnie całą rodzinę udało się połączyć w Londynie. Tam urodziło się dwoje młodszych dzieci – syn i córka.

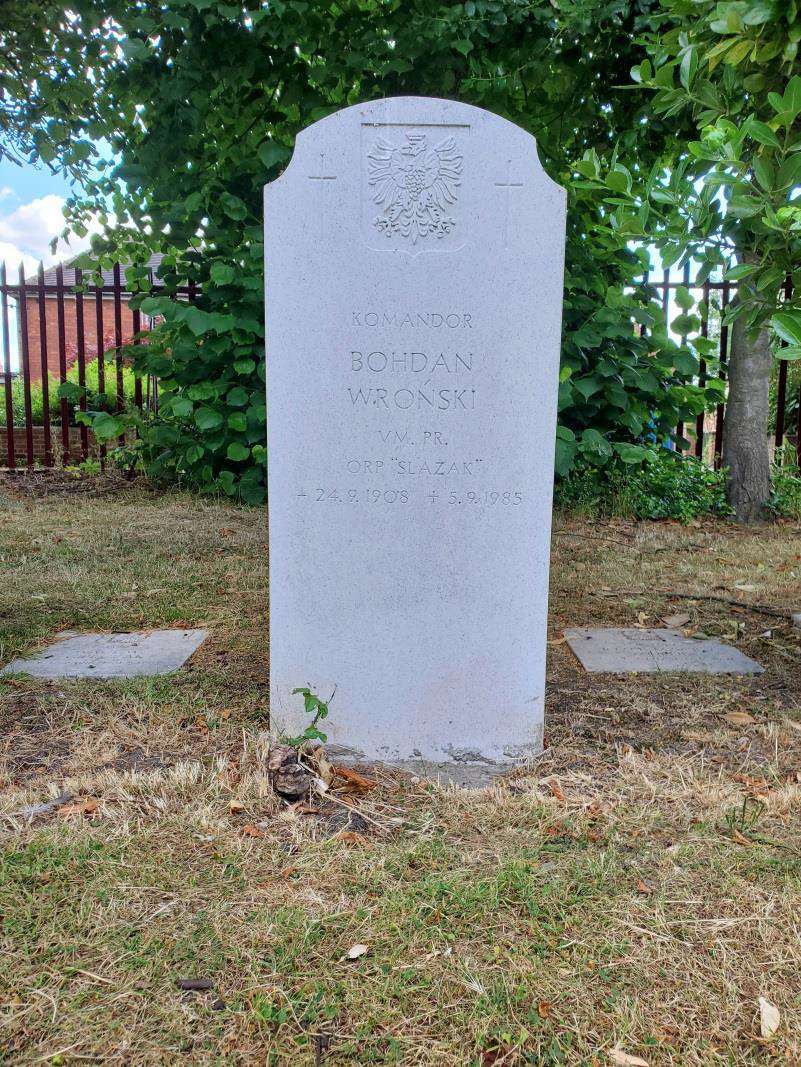
Grób Bohdana Wrońskiego w Alei Zasłużonych Cmentarza Lotników Polskich w Newark

Oprócz wielowątkowej działalności zawodowej i naukowej kmdr Wroński znajdował czas na szeroką aktywność społeczną wśród Polonii brytyjskiej. Był prezesem Funduszu Społecznego Oficerów Marynarki Wojennej, sędzią pierwszego Sądu Obywatelskiego w Londynie, członkiem Polskiego Katolickiego Stowarzyszenia Uniwersyteckiego, Komisji Rewizyjnej Instytutu Polskiego Akcji Katolickiej, zespołu powierników fundacji „Veritas” oraz Obywatelskiej Komisji Orzekającej Rady Zjednoczenia Polskiego.
Zmarł 5 września 1985 roku w Londynie. 11 kwietnia 1986 roku urna z jego prochami została złożona w Alei Zasłużonych Cmentarza Lotników Polskich w Newark.
14 września 2001 roku minister obrony narodowej Bronisław Komorowski nadał Archiwum Marynarki Wojennej w Wejherowie imię komandora Bohdana Wrońskiego.

## Awanse
Awansowany kolejno na stopnie oficerskie:
- podporucznik marynarki – 15 sierpnia 1930 ze starszeństwem z dniem 15 sierpnia 1930 i 1. lokatą w korpusie oficerów morskich[7]
- porucznik marynarki – 12 marca 1933 ze starszeństwem z dniem 1 stycznia 1933 i 8. lokatą w korpusie oficerów morskich[8]
- kapitan marynarki – 19 marca 1938 ze starszeństwem z dniem 3 maja 1938 i 14. lokatą w korpusie oficerów morskich
- komandor podporucznik – 19 maja 1943 ze starszeństwem z dniem 3 maja 1943 i 1. lokatą w korpusie oficerów morskich
- komandor porucznik – 29 marca 1946 ze starszeństwem z dniem 31 marca 1946 i 4. lokatą w korpusie oficerów morskich
- komandor – po 1946

Mianowany przez władze RP na uchodźstwie kontradmirałem, lecz odmówił przyjęcia awansu.

## Ordery i odznaczenia
- Krzyż Srebrny Orderu Virtuti Militari nr 8959[9]
- Krzyż Komandorski Orderu Odrodzenia Polski (3 maja 1976)[10]
- Brązowy Medal za Długoletnią Służbę
- Medal Morski
- brytyjska 1939-1945 Star
- brytyjska Atlantic Star z klamrą „France and Germany”

## Wybrane publikacje
- Poza krajem - za Ojczyznę : żołnierz polski na frontach zachodnich II wojny światowej : 1939-1945, tekst napisał i wyboru dokonał Bohdan Wroński, Paryż: Nasza Rodzina 1975.
- Generał Sikorski : premier, naczelny wódz. Album = Prime Minister, Commander in Chief, wybór fot. Regina Oppman; tekst Bohdan Wroński; oprawa graf. Juliusz L. Englert, Londyn: Instytut Polski i Muzeum im. Gen. Sikorskiego 1981 (wyd. 2 Londyn: Instytut Polski i Muzeum im. gen. Sikorskiego - Warszawa : "Rytm" 2003).
- Wspomnienia płyną jak okręty, Londyn: Odnowa 1981.